# Comuna Deakiv, Slavuta
Deakiv (în ucraineană Д'яків) este o comună în raionul Slavuta, regiunea Hmelnîțkîi, Ucraina, formată din satele Deakiv (reședința) și Krasnosilka.

## Demografie
Componența lingvistică a comunei Deakiv
     Ucraineană (99,02%)
     Alte limbi (0,7%)
Conform recensământului din 2001, majoritatea populației comunei Deakiv era vorbitoare de ucraineană (99,02%), existând în minoritate și vorbitori de alte limbi.